# Karbach (Hunsrück)
Karbach is een dorp in de Duitse deelstaat Rijnland-Palts, en maakt deel uit van de Rhein-Hunsrück-Kreis.
Karbach telt 646 inwoners.

## Bestuur
Het dorp is een Ortsgemeinde en maakt deel uit van de Verbandsgemeinde Emmelshausen.